# Ания (деревня)
А́ния (эст. Anija) — деревня в волости Ания уезда Харьюмаа, Эстония. 

## География
Расположена на севере Эстонии, в 14 км к востоку от Таллина и в 3 км к северу от волостного центра — города Кехра. На северо-западе граничит с деревней Аавере, на северо-востоке — с деревней Партсааре, на юго-востоке — с деревней Куусемяэ, на юго-западе — с деревней Кихмла. Ближайший крупный к деревне город — Маарду — расположен в 19 км к северо-западу от Ании. Ания расположена на высоте 51 метр над уровнем моря, а местность вокруг деревни довольно ровная. 
Ания расположена недалеко от рек Ягала и Аавоя и побережья Балтийского моря. В окрестностях вокруг Ании растёт в основном смешанный лес. Через деревню протекает небольшой ручей.
Официальный язык — эстонский. Почтовый индекс — 74411.

## Население
По данным переписи населения 2021 года, в Ания насчитывалось 92 жителя, из них 85 (92,4 %) — эстонцы.
Численность населения деревни Ания по данным переписей населения:
| Год  | 1959 | 1970  | 1979  | 1989  | 2000  | 2011  | 2021 |
| ---- | ---- | ----- | ----- | ----- | ----- | ----- | ---- |
| Чел. | 156  | ↗ 196 | ↗ 199 | ↘ 172 | ↘ 125 | ↘ 117 | ↘ 92 |

## История
Населённый пункт впервые упоминается в датской поземельной книге 1241 года под названием Hangægus. В 1355 году деревня упоминается как Hæniyekke, в 1482 году — Hanneyecke, в 1537 году — Hannyyocky, в 1692 году — Hannejoggi, в 1782 году — Annijöe, в 1848 году — Anija. 
В 1355 году деревня принадлежала мызе Пирзен (нем. Pirsen), в XV веке относилась к мызе Анния (нем. Annia). 
В 1849 году в деревне была открыта школа. В июле 1858 года крестьяне у владельцев мызы Анния снижения объёмов барщины. Не добившись этого, они отправились за справедливостью в Ревель (Таллин), где были избиты. Эдуард Вильде в 1903 году написал по мотивам этих событий роман «Когда крестьяне из Ания посетили Таллин» (эст. Kui Anija mehed Tallinnas käisid).
В 1920 году, после земельной реформы, Ания стала поселением, официальный статус деревни имеет с 1977 года.

## Культура
В марте 2012 года в деревне проходил Международный фестиваль случайных фильмов (эст. Rahvusvaheline juhuslik filmifestival, англ. International Random Film Festival). По словам организаторов, место проведения было выбрано на церемонии закрытия фестиваля 2011 года в Польше с помощью кнопки cлучайной статьи Википедии и онлайн-генератора чисел.

## Достопримечательности
Основной достопримечательностью деревни является мыза Анния (Ания).

## Климат
Среднегодовая температура в этом районе составляет 3 °C. Самый жаркий месяц — июль, когда средняя температура составляет 17 °C, а самый холодный — январь с –12 °C.